# Mundrabilla (meteorit)
Mundrabilla är bland de största meteoriterna som någonsin hittats och den största som hittats i Australien. Mundrabilla är benämningen på en järnmeteorit med flera fragment, den största delen väger 12,4 ton. Det var i april år 1966 som R. B. Wilson och A. M. Cooney hittade två stora delar ca 183 meter från varandra på Nullarboslätten i Västra Australien, på 12,4 ton respektive 4-6 ton, totalt har alla delarna i meteoriten en vikt på ca 22 ton.

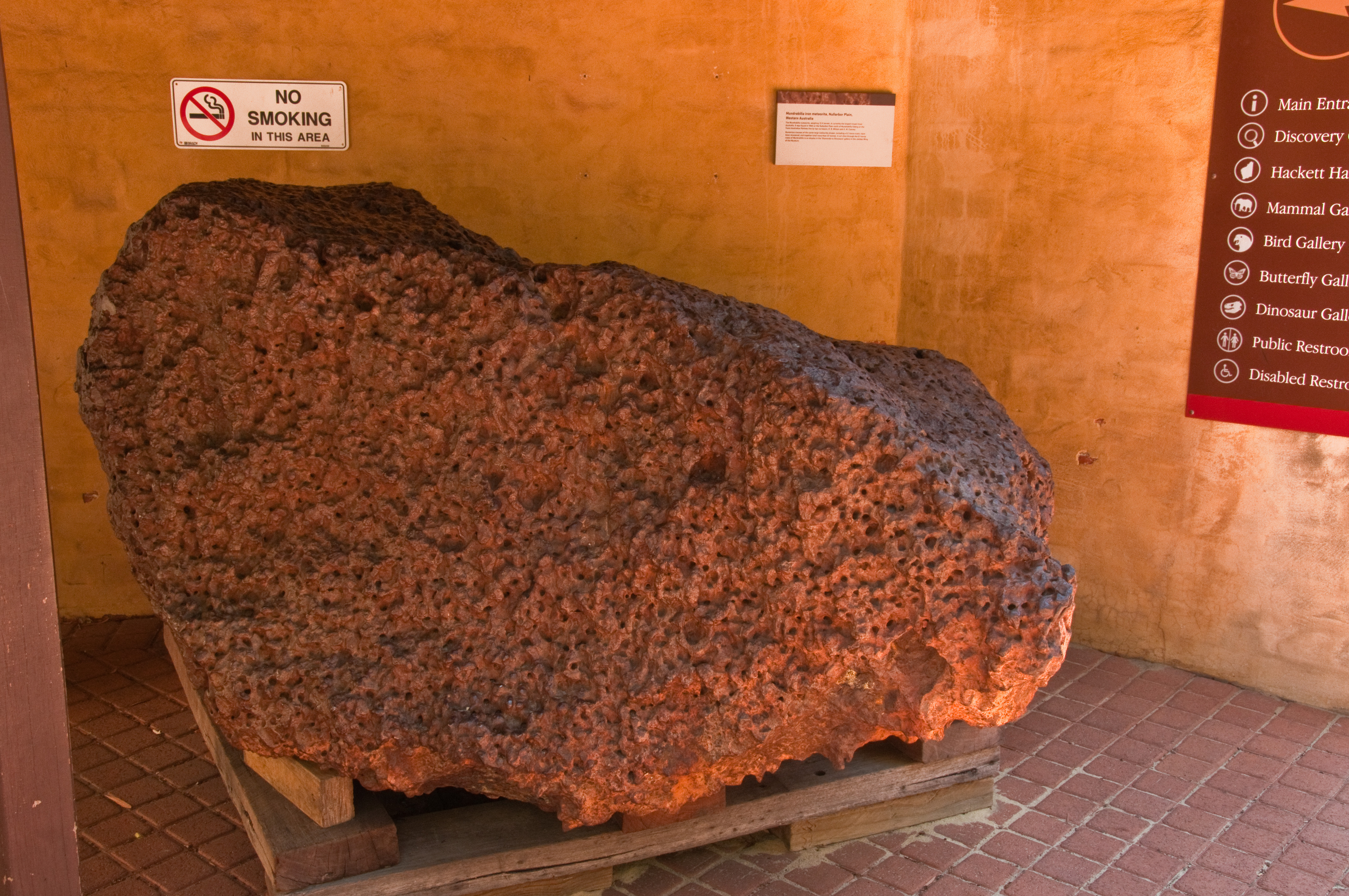
Mundrabilla meteorit (största delen)